# Râul Sântimbru
Râul Sântimbru este un curs de apă, afluent al râului Olt. 